# Desmiphora magnifica
Desmiphora magnifica là một loài bọ cánh cứng trong họ Cerambycidae.